# 布拉茨克

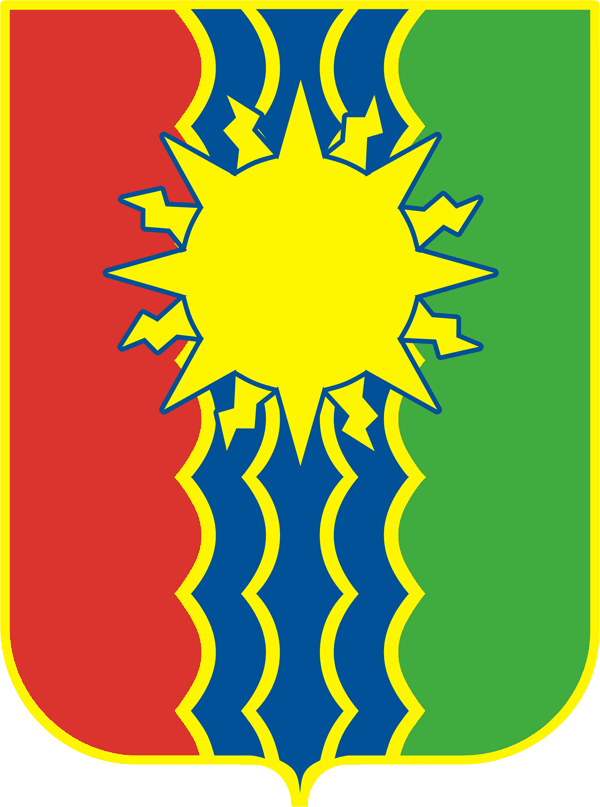
布拉茨克市徽

布拉茨克（俄语：Братск）是俄罗斯伊尔库茨克州的一个城市。位于布拉茨克水库旁。人口259,335人（2002年人口普查）。貝阿鐵路經過本市。该地环境污染极为严重，被评为世界上最脏的30个地方之一。